# Ecovacs Robotics
Ecovacs Robotics es una empresa tecnológica china. Es conocida principalmente por desarrollar aparatos robóticos para el hogar.
La empresa fue fundada en 1998 por Qian Dongqi y tiene su sede en Suzhou, China. Según Global Asia, Ecovacs Robotics tenía más del 60% del mercado chino de robots en 2013.  En 2023, Nikkei Asia había informado de que la capitalización bursátil de Ecovacs Robotics había crecido hasta acercarse a los 6.000 millones de dólares, lo que supone «aproximadamente 5 veces» la capitalización bursátil de su rival estadounidense iRobot, fabricante de Roomba.

## Productos
Ecovacs produce el DEEBOT, un robot limpiador de suelos, el ATMOBOT, un robot purificador de aire, el WINBOT, un robot limpiacristales y BENEBOT, un robot asistente y portador de compras.
Deebot es un aspirador de limpieza de suelos, que utiliza tecnología de movimiento inteligente que guía al robot que puede aspirar y fregar suelos en húmedo. El Deebot tiene sensores anti-caída y anti-colisión para navegar alrededor de los objetos para la limpieza.
Winbot es un robot limpiacristales que debutó en el Consumer Electronics Show de Las Vegas. Se adhiere a una superficie de cristal vertical y limpia con almohadillas de microfibra y una escobilla. 
Ecovacs presentó BENEBOT, un robot asistente de compras, en el Consumer Electronics Show.
En 2021, Ecovacs lanzó el DEEBOT T9+, un robot aspirador que utiliza tecnología de evitación de obstáculos para evitar objetos al limpiar, también viene completo con una estación de vaciado automático. El DEEBOT T9+ también incluye la tecnología OZMO 2.0 que acciona una mopa vibratoria junto con un ambientador (aroma: campanilla silvestre).